# Eros Magalhães de Mello Viana
Eros Magalhães de Mello Viana (Carangola, 17 de agosto de 1914 — 1982) foi um político brasileiro, deputado estadual em Minas Gerais pelo PR de 1947 a 1951. Era filho do 11.º vice-presidente do Brasil Fernando de Mello Vianna com sua segunda esposa, Alfida Leite de Magalhães Vianna.